# William Prince
William Prince est un acteur américain né le 26 janvier 1913 à Nichols (New York) et mort le 8 octobre 1996 à Tarrytown (New York).

## Filmographie
- 1943 : La Nuit sans lune (The Moon Is Down) : Bit Part
- 1943 : Destination Tokyo : Pills
- 1944 : The Very Thought of You : Fred
- 1944 : Hollywood Canteen de Delmer Daves : Cameo
- 1945 : Aventures en Birmanie (Objective, Burma!) de Raoul Walsh : Lt. Sid Jacobs
- 1945 : Pillow to Post : Lieutenant Don Mallory
- 1946 : Cinderella Jones : Bart Williams
- 1946 : Shadow of a Woman : David G. MacKellar, Louise's Lawyer
- 1947 : En marge de l'enquête (Dead Reckoning) : Sgt. Johnny Drake
- 1947 : Carnegie Hall : Tony Salerno Jr.
- 1949 : Le Démon de l'or (Lust for Gold) de S. Sylvan Simon : Barry Storm
- 1950 : Cyrano de Bergerac, de Michael Gordon : Christian de Neuvillette
- 1955 : Jerry et Tonton (Pecos Pest) : TV Announcer
- 1956 : Secret of Treasure Mountain (it) : Robert Kendall
- 1956 : Le Roi des vagabonds (The Vagabond King) : Rene de Montigny
- 1958 : Les Fous du roi (All the King's Men) (TV)
- 1958 : Macabre (en) de William Castle : Docteur Rodney Barrett
- 1966 : The Atom and Eve : Narrateur
- 1966 : An Enemy of the People (TV) : Aslaksen
- 1971 : Sacco et Vanzetti (Sacco e Vanzetti) : William Thompson
- 1972 : Le Brise-cœur (The Heartbreak Kid) : Colorado Man
- 1973 : Key West (TV) : Senator Scott
- 1973 : Blade : Powers
- 1974 : Night Games (TV) : Clayton Nikell
- 1974 : The Missiles of October (TV) : Secretary of the Treasury, C. Douglas Dillon
- 1975 : Les Femmes de Stepford (The Stepford Wives) : Ike Mazzard
- 1976 : Complot de famille (Family Plot) : Bishop
- 1976 : All Over (TV) : The Best Friend
- 1976 : Sybil (TV) : Willard Dorsett
- 1976 : Network : Main basse sur la télévision (Network) : Edward George Ruddy
- 1977 : Johnny, We Hardly Knew Ye (ru) (TV) : Ambassador Joseph P. Kennedy
- 1977 : Schmok (Fire Sale), d'Alan Arkin : Mr. Cooper
- 1977 : Le Toboggan de la mort (Rollercoaster) : Quinlan
- 1977 : Aspen (feuilleton TV) : Judge Miles Kendrick
- 1977 : L'Épreuve de force (The Gauntlet) : Blakelock
- 1978 : Le Chat qui vient de l'espace (The Cat from Outer Space) de Norman Tokar : Mr. Olympus
- 1979 : The Promise : George Calloway
- 1979 : Comme un homme libre (The Jericho Mile) (TV) : O.A.U. Chairman
- 1979 : 3 by Cheever: The Sorrows of Gin (TV) : Carl
- 1980 : The Greatest Man in the World (TV) : Secretary of State
- 1980 : Make Me an Offer (TV) : Milo Spears
- 1980 : City in Fear (en) (TV) : Harrison Crawford II
- 1980 : Le Droit à la justice (Gideon's Trumpet) (TV) : 5th Supreme Court Justice
- 1980 : Bronco Billy : Edgar Lipton
- 1980 : A Time for Miracles (en) (TV) : Prefect
- 1981 : Joe Dancer - La loi d'Hollywood (Joe Dancer: The Big Trade) (TV)
- 1981 : A Matter of Life and Death (TV) : Dr Burgess
- 1982 : Les Armes du pouvoir (Love and Money) : Paultz
- 1982 : Le Soldat (en) (The Soldier) : The President
- 1982 : Moonlight (TV) : Mr. White
- 1982 : Kiss Me Goodbye : Reverend Hollis
- 1983 : L'Arnaque 2 (The Sting II) : Tuxedo (non crédité au générique)
- 1983 : Murder One, Dancer 0 (TV) : Asa Lamar
- 1983 : Found Money (TV) : Peterson
- 1984 : Concealed Enemies (en) (TV) : John W. Davis
- 1984 : Goldie and the Bears (TV) : Paul Ellison
- 1985 : Movers & Shakers : Louis Martin
- 1985 : La Fièvre du jeu (Fever Pitch) : Mitchell
- 1985 : Drôles d'espions (Spies Like Us) : Keyes
- 1986 : Perry Mason: The Case of the Notorious Nun (TV) : Archbishop Stefan Corro
- 1987 : Protection rapprochée (Assassination) : H.H. Royce
- 1987 : Cinglée (Nuts) : Clarence Middleton
- 1988 : Vice Versa : Stratford Avery
- 1988 : Blue-Jean Cop (Shakedown) de James Glickenhaus : Mr. Feinberger
- 1989 : Un privé nommé Stryker ("B.L. Stryker") (série TV)
- 1989 : Do You Know the Muffin Man? (en) (TV)
- 1989 : Détectives en folie (Second Sight) : Cardinal O'Hara
- 1990 : Spontaneous Combustion : Lew Orlander
- 1991 : Cœur d'acier (Steel and Lace) : Old Man
- 1991 : La Prise de Beverly Hills (The Taking of Beverly Hills) : Mitchell Sage
- 1993 : Le Portrait (The Portrait) (TV) : Hubert Hayden
- 1994 : Le Journal (The Paper) de Ron Howard : Howard Hackett